# 西山事件
西山事件（にしやまじけん）は、1971年に外務省の女性事務官が男性の新聞記者にそそのかされ機密を漏洩した事件。事務官は国家公務員法の機密漏洩の罪で有罪が確定し、新聞記者はその教唆の罪で最高裁判所で有罪判決が確定した。
新聞記者の名前から、西山事件、また、沖縄返還協定についての機密が漏洩したので、沖縄密約事件（おきなわみつやくじけん）、外務省機密漏洩事件（がいむしょうきみつろうえいじけん）、その他沖縄密約暴露事件（おきなわみつやくばくろじけん）、西山記者事件とも呼ばれる。

## 概要
1971年、第3次佐藤内閣はリチャード・ニクソンアメリカ合衆国大統領との沖縄返還協定に際し、公式発表では地権者に対する土地原状回復費400万米ドルをアメリカ合衆国連邦政府が支払うとしていたが、実際には日本国政府が肩代わりしてアメリカ合衆国に支払うという密約をしていた。この外交交渉を取材していた毎日新聞社政治部記者の西山太吉は、外務省の女性事務官から複数の秘密電文を入手し、「アメリカ政府が払ったように見せかけて、実は日本政府が肩代わりする」などとする秘密電文があることを把握。取材源の保護のため新聞では明確な形で密約を報じなかったが、日本社会党議員に情報を提供した。1972年に議員が国会で問題を追及し、佐藤内閣の責任が問われる事態となった。
日本国政府は密約を否定。東京地検特捜部は同年、情報源の事務官を国家公務員法（機密漏洩の罪）、西山を国家公務員法（教唆の罪）で逮捕した。
記者が取材活動によって逮捕された事態に対し、報道の自由と知る権利の観点から、「国家機密とは何か」「国家公務員法を記者に適用することの正当性」「取材活動の限界」などが国会や言論界などを通じて大論争となった。一方で東京地検が出した起訴状で「（女性事務官と）ひそかに情を通じ、これを利用して」と書かれたことから、世論の関心は男女関係のスキャンダルという面に転換。週刊誌を中心としたスキャンダル報道が過熱して密約自体の追及は色褪せた。毎日新聞は倫理的非難を浴びた。
起訴理由が「国家機密の漏洩行為」であるため、審理は機密資料の入手方法に終始し、密約の真相究明は東京地検側からは行われなかった。女性事務官は一審の東京地裁での有罪判決が確定。西山は一審では無罪となったが、二審の東京高裁で逆転有罪判決となり、最高裁で有罪が確定した。これらの判決はメディアの取材に関する重要判例となっている。メディア側では、女性事務官取材で得た情報を自社の報道媒体で報道する前に、国会議員に当該情報を提供し国会における政府追及材料とさせたこと、情報源の秘匿が不完全だったため、情報提供者の逮捕を招いたこともジャーナリズムの報道倫理上の問題として議論された。
政府が否定した密約の存在については、2000年代にアメリカ合衆国で存在を裏付ける公文書が相次いで見つかり、当時の日米交渉の日本側責任者だった外務省元アメリカ局長の吉野文六も密約があったことを証言している。
また、このいわゆる「密約」についてはのちの2009年から2010年に民主党の鳩山由紀夫総理と岡田克也外務大臣の指示で調査が行われ、結果が公表された。

## 経緯
第3次佐藤内閣の1971年、日米間で結ばれた沖縄返還協定に際し、「アメリカが地権者に支払う土地現状復旧費用400万米ドル（時価で約12億円）を日本国政府がアメリカ合衆国連邦政府に秘密裏に支払う」密約が存在するとの情報を、男女関係のあった女性事務官に依頼して外務省秘密電文の複写を受け取り、これを得た。
西山が入手した電信文は3通で、愛知揆一外相とマイヤー駐日アメリカ大使との大詰めの返還交渉の概要内容、外務省井川条約局長とスナイダー在日アメリカ公使との会談における400万ドル支払いについての米国側からの提案内容などであった。
後年、これは蔵相福田赳夫と米財務長官デヴィッド・M・ケネディとの会談内容であったと福田自身が自著に記している。
表向きの沖縄返還交渉は、外相愛知揆一と米国務長官ウィリアム・ピアース・ロジャーズが行ったが、細かい金銭のやりとりは、大蔵省・財務省の管轄事項となっており、福田とケネディが交渉に当たった。人目を避けるため、福田蔵相と大蔵省財務官およびケネディ財務長官とボルガー財務次官の四人はバージニア州のフェアフィールドパークにある密談のための施設で交渉した。その結果、日本は米国の施設引き渡し費用、および終戦直後の対日経済援助への謝意として、3000万ドルを支払った。西山が知るところとなった400万ドルはその一部であった。
1972年、日本社会党の横路孝弘と楢崎弥之助は西山が提供した外務省極秘電文のコピーを手に国会で追及した。この事実は大きな反響を呼び、世論は日本政府を強く批判した。政府は外務省極秘電文コピーが本物であることを認めた上で密約を否定し、一方で情報源を内密に突き止めた。西山が機密文書をコピーする際に取材源を秘匿しなかったこと、さらにこれを提供された横路が電文のコピーをそのまま政府へ渡したため、決裁欄の印影から漏洩元が女性事務官であることはすぐに露呈した。首相佐藤榮作は西山と女性事務官の不倫関係を掴むと、「ガーンと一発やってやるか」（3月29日）と一転して強気に出た。西山と女性事務官は外務省の機密文書を漏らしたとして、4月4日に国家公務員法（守秘義務）違反の疑いで逮捕された。西山は1971年6月18日付の毎日新聞紙面上においてに沖縄返還において土地現状復旧費用の密約をほのめかす署名記事をしているが、外務省極秘電文や具体的な密約の中身には言及していないために機密文書そのものや具体的な密約の中身をスクープしたものではなく、外務省極秘電文や具体的な密約の中身の存在が明らかになったのは毎日新聞として報じる前に政治家に情報提供したことによるものである。
毎日新聞は、この時点で両者の関係を把握していたとされる。司法担当記者の田中浩は「検察が西山太吉記者と女性事務官との関係を切りこんでくるのは目に見えていた。低俗な倫理観で揺さぶられてはたまったものではない」として、起訴までは事実報道に徹して裁判段階で反撃に転じる方針を主張した。しかし、西山の逮捕を受けた社会部会は「西山記者の逮捕は言論の自由に対する国家権力の不当な介入だ。断固として反権力キャンペーンを展開すべきだ」とする意見が大勢を占め、慎重論は押し切られた。毎日新聞は西山逮捕後から大規模な「知る権利キャンペーン」を展開した。他紙も当初は、西山を逮捕した日本政府を言論弾圧として非難して西山を擁護した。佐藤は「そういうこと（言論の自由）でくるならオレは戦うよ」「料理屋で女性と会っているというが、都合悪くないかね」（4月6日）と不倫関係を匂わせてはねつけ、4月8日に参議院予算委員会で「国家の秘密はあるのであり、機密保護法制定はぜひ必要だ。この事件の関連でいうのではないが、かねての持論である」と主張した。この頃になると各紙関係者間で両者の関係が噂伝され、当時朝日新聞社会部記者の岩垂弘は、毎日を応援する記事を書いたがデスクから「あんまり拳を高く振りかざすなよ」と釘を刺された。その間に『週刊新潮』が不倫関係をスクープした。4月15日に起訴された容疑者両名の起訴状で東京地検特捜部検事佐藤道夫が、「ひそかに情を通じ、これを利用して」と2人の男女関係を暴露する文言を記して状況が一変した。起訴状提出の当日、毎日新聞は夕刊に「本社見解とおわび」を掲載して「両者の関係をもって、知る権利の基本であるニュース取材に制限を加えたり新聞の自由を束縛するような意図があるとすればこれは問題のすりかえと考えざるを得ません。われわれは西山記者の私行についておわびするとともに、同時に、問題の本質を見失うことなく主張すべきは主張する態度にかわりのないことを重ねて申述べます」としたが、実際は以後この問題の追及を一切やめた。翌4月16日に作家の川端康成が自殺して各紙の注目は遷移した。
その後、『週刊新潮』が「“機密漏洩事件…美しい日本の美しくない日本人”」と新聞批判の論調で大きく扱い、女性誌やテレビのワイドショーなどが「西山と女性事務官はともに既婚者ながら、西山は酒を飲ませて強引に肉体関係を結び、それを武器に情報を得ていた」と批判を連日展開し、世論は西山と女性事務官を非難する論調が多数となった。裁判の審理も男女関係と機密資料の入手方法に終始した。

## 刑事裁判
女性事務官は、求刑された罪状を全面的に認めて改悛の情を訴え、西山の有罪を目指した。社会党や市川房枝らによる無実を争う支援を断ると、検察側は論告求刑でこれは女性側の改悛の表れと主張した。
西山は、密約の重大性と報道の自由を主張し、男女関係に踏み込むことは基本的に避けた。国家公務員法は本来、性的自由や人格の尊厳を保護法益としていない。検察は直接の罪状である書類持ち出しについては触れず、女性事務官が西山にそそのかされたことの主張に専念した。
検察側証人は、密約について「記憶にありません」と述べ「守秘義務」を理由に一切答えなかった。西山が女性事務官に対して「君や外務省には絶対に迷惑をかけない」と言いながらそれを反故にしたことや、取材対象として利用価値がなくなると西山は態度を急変して関係を消滅させたことを女性事務官が証言し、西山の人間性が問題視された。西山は男女関係を積極的に争わなかったが、1973年10月12日の最終弁論で「女性事務官とは対等の男女の関係であり、西山が一方的に利用したものではない」として高木一弁護人が反論した。しかし、これについてはのちに、女性事務官が「夫がいかにも私のヒモであるかのような表現を繰り返した。夫は激怒した。そして、男のメンツにかけても離婚の決意をせざるを得なくなった」と週刊誌上で反論した。実際は「ヒモ」やそれに類する発言はなかったが、西山は法廷外発言を避け、女性事務官夫妻の主張のみが大きく報じられた。
この間に女性事務官は毎日新聞社に対して慰謝料として3000万円を要求し、毎日新聞社は12月に1000万円を支払った。

### 一審・二審
一審の東京地裁判決で西山は無罪となり、女性事務官は懲役6か月・執行猶予1年となった。女性事務官が無罪を争わずに一審で有罪確定すると同情され、西山へ反感が高まった。マスメディアは「密約の有無」を扱わずに政府責任の追及を止めた。女性事務官は一審判決後に失職し、離婚を余儀なくされた夫妻は西山の批判を週刊誌などで繰り返した。西山も一審判決後に毎日新聞を退社して郷里で家業を継いだ。
二審で検察側は、国家機関による秘密の決定と保持は行政府の権利及び義務であると前提付けた上で、報道の自由には制約があり、国家公務員法の守秘義務は非公務員にも適用されると主張し、報道の自由がいかなる取材方法であっても無制限に認められるかが争われた。東京高裁では「指定秘とされる情報は国家の利益に反するとの判断により秘密にされる真正秘密、時の政府の政治的利益の為に秘密にされる疑似秘密、疑似秘密の中に政府が憲法上授権されていない事項に関して行動したために秘密にされる違法秘密がある」「疑似秘密であると主観的に判断したことについて確実な資料や根拠に照らし相当の理由があると客観的にも肯認しうる場合、違法秘密であるとすると国家公務員法違反に触れる手段方法態様を用いてでも緊急に取材して報道しないと現憲法機構が瓦解又は崩壊しかねないほどに重大なものであると信じて行動したことに相応の理由があると認められる客観的にも肯認しうる場合は個別に違法性が阻却され刑事免責がなされる余地がある」とした上で、6月7日頃の要求については疑似秘密と信じた相当の理由があるとして無罪としたが、5月22日から26日にかけての要求については疑似疑惑と信じた相当の理由がないとして起訴内容の一部を有罪とし、西山に懲役4月・執行猶予1年の有罪判決が下された。
なお弁護側証人として、一審では朝日新聞編集委員の富森叡児、読売新聞解説部長の渡邉恒雄、控訴審では読売新聞広告局長の氏家齋一郎、共同通信解説委員長の内田健三らが証人となった（職名はいずれも当時）。

### 最高裁
最高裁は「原判示対米請求権問題の財源については、日米双方の交渉担当者において、円滑な交渉妥結をはかるため、それぞれの対内関係の考慮上秘匿することを必要としたもののようであるが、憲法秩序に抵触するとまでいえるような違法秘密といわれるべきものではなく、実質的に秘密として保護するに値するもの」「当初から秘密文書を入手するための手段として利用する意図で女性の公務員と肉体関係を持ち、同女が右関係のため被告人の依頼を拒み難い心理状態に陥つたことに乗じて秘密文書を持ち出させたなど取材対象者の人格を著しく蹂躪した本件取材行為は、正当な取材活動の範囲を逸脱するものである」「報道機関といえども、取材に関し他人の権利・自由を不当に侵害することのできる特権を有するものでない」と判示し、秘密の正当性及び西山の取材活動について違法性と報道の自由が無制限ではないことを認めた。

## 影響
毎日新聞は、1966年（昭和41年）に東京本社を有楽町から北の丸濠端（竹橋）に新築したパレスサイドビルディングに移転し、それに歩調を併せ、無理な拡販作戦をとり販売部数500万部を達成していた。だが、借入金が急増し自転車操業に陥り、その中で起きた西山事件によって朝日新聞、読売新聞から読者の切り崩しを受けた。「ひそかに情を通じ」の起訴状が発表された以降、毎日新聞の部数ははっきりと下りカーブを描きはじめ、中でも佐藤栄作首相の地元である山口県での落ち込みぶりは際立っていた。社長を務めていた山本光春によれば、最終的に6万とも7万ともいう部数を失ったという。だが、販売当局は必ずしも事態の成り行きを深刻には受け止めていなかった。事件直後開かれた役員会の席上、山本が「部数に響かないか」と不安を示しても、販売担当役員は「いや、大丈夫です。部数への影響はまったくありません」と楽観的な見通しを伝えていた。
ニクソン・ショックから立ち直った日本経済が再び上昇気流にのりはじめた1972年（昭和47年）から翌年にかけての2年間の間、朝日新聞、読売新聞がともに50万部近い伸びを記録したのに対して、西山事件の後遺症に苦しむ毎日新聞の伸びは、朝読の6分の1程度にとどまっていた。そして毎日新聞は復調を果たせぬまま、オイルショックの混乱の中にもつれ込んでいく。当時新聞各社では購読料の値上げが必要になった際、独占禁止法を避けるため大手紙のどこかが輪番で先行値上げする不文律があり、オイルショック翌年の1974年（昭和49年）の値上げの折に毎日新聞は50%超の大幅値上げを強いられ、さらに部数が急減。経営が悪化に拍車が掛かった。結局、1977年（昭和52年）に毎日新聞は、債務超過に陥って新旧分離を余儀なくされる。
当時週刊新潮編集部員だった亀井淳によると、新潮社のキャンペーンは極めて好評で、一般読者から無数の激励があったばかりか、毎日新聞の内情を知らせる情報が次々にもたらされたという。亀井は「この経験で、週刊新潮は言論によるテロリズムの効果と、その商業的な骨法を会得したのだと思う」と振り返っている。
政治部記者が職務上接点のある野党の国会議員に情報をリークしたことが特に問題視されたことから、この事件以降、メディアにおいて日本国政府の不祥事は政治部ではなく、社会部が担当するようになった。リクルート事件が代表的な例である。
ジャーナリストの江川紹子は、2023年（令和5年）2月現在、インターネット上では西山が強姦犯であるかのような説が流布されているが、これらはデマで名誉毀損にもあたるため、発信・拡散者に速やかな削除を促している。

## 米国の公文書公開以降の動き
沖縄返還協定の密約のうち、もう片方の当事者であるアメリカ合衆国政府では、密約の存在を示す文書は既に機密解除され、アメリカ国立公文書記録管理局にて公文書として閲覧可能であるが、日本国政府（自民党政権）は、2009年（平成21年）まで『密約文書の存在を否定』し続けて来た。
2005年4月25日に西山は「密約の存在を知りながら違法に起訴された」として国家賠償請求訴訟を提起したが、2007年3月27日の東京地方裁判所で加藤謙一裁判長は、「損害賠償請求の20年の除斥期間を過ぎ、請求の権利がない」とし訴えを棄却、密約の存在には全く触れなかった。
原告側は「20年経過で請求権なし」という判決に対し「2000年の米公文書公開で初めて密約が立証され、提訴可能になった。25年経って公文書が公開されたのに、それ以前の20年の除斥期間で請求権消滅は不当」として控訴した。密約の存在を認めた当時の外務省アメリカ局長・吉野文六を証人申請したが、東京高等裁判所は「必要なし」と却下した。
2008年2月20日、東京高裁での控訴審（大坪丘裁判長）も「20年の除斥期間で請求権は消滅」と、一審の東京地裁判決を支持し、控訴を棄却した。ここでも密約の有無についての言及はなかった。判決後の会見で西山は、「司法が完全に行政の中に組み込まれてしまっている。日本が法治国家の基礎的要件を喪失している」と語った。
原告側は上告したが、2008年9月2日に最高裁第三小法廷（藤田宙靖裁判長）は上告を棄却し、一審・二審の判決が確定した。3日後の朝日新聞の社説は、「政府が国民にうそをつき続ける」と書いた。
2008年（平成20年）9月、西山を支持するジャーナリスト有志が外交文書の情報公開を外務省と財務省に求めたが、10月2日「不存在」とされた。これにより、西山側は提訴。2010年（平成22年）4月、東京地方裁判所は文書開示と損害賠償を命じる一審判決が下った。判決では行政機関が文書を保有していたことの立証責任は請求者側に義務があるとしたが、過去のある時点において文書が保有されたことを立証できれば、特段の事情がない限り不開示決定の時点でも文書を保有していると判断できるとした。
2011年（平成23年）9月、東京高等裁判所は外務・財務両省が徹底した調査でも文書が発見されなかったことなどを考慮し、文書が廃棄されるなどした可能性も否定できないことは、特段の事情にあたり、不開示決定の時点で文書があったとは認められないとし、文書開示と損害賠償を認めない判決を下した。
2014年（平成26年）7月14日、最高裁判所第二小法廷は「特段の事情」について文書の内容や性質、作成経緯、保管体制などに応じて個別具体的に検討すべきとし、その上で密約文書については、過去に作成されたとしても、不開示決定時点まで保有されていたことまでは推認できないと結論づけ、上告を棄却し、密約文書を不開示とした政府の決定を妥当だとする判断を下した。原告側は「これでは都合の悪い情報は廃棄してしまえば公開しなくてもいいということになる。ひどい判決だ」と語り、同判決を批判した。
さらに、アメリカの公文書公開によって、400万ドルのうち300万ドルは地権者に渡らず、米軍経費などに流用されたことや、この密約以外に、日本が米国に合計1億8700万ドルを提供する密約、日本国政府が米国に西山のスクープに対する口止めを要求した記録文書などが明らかになっている。
2009年（平成21年）9月16日、自公連立政権から代わった民社国連立政権の鳩山由紀夫内閣が成立した。外務大臣に就任した岡田克也は外務省に、かねて計画していた情報公開の一環として、密約関連文書を全て調査の上、公開するよう命令した。これにより設置された調査委員会が2010年（平成22年）3月、全てについて密約及び密約に類するものが存在していた事を認めた。岡田は同年5月、作成後30年を経過した外交文書については、全て開示すべき事を定めた。
その後も菅直人内閣において引き続き事件の見直しが試みられたが、11月に発生した尖閣諸島中国漁船衝突映像流出事件以降は尻すぼみとなった。
2012年（平成24年）12月16日投開票の第46回総選挙で自民党・公明党が大勝し、再び自公連立政権に戻った。2013年（平成25年）、自公による第2次安倍内閣は特定秘密保護法案を提出した。森雅子国務大臣（消費者及び食品安全、少子化対策、男女共同参画担当相）は10月22日の記者会見で、同法案で処罰の対象となる「著しく不当な取材」について質問され、「西山事件の判例に匹敵するような行為だと考えております。」と答えた。同法は、12月6日成立した。
アメリカのナショナル・パブリック・ラジオは、特定秘密保護法の論評で本事件にも触れ、「日本の裁判所は、報道の自由についての裁判で、報道機関側に有利な判決を下したことはない。唯一の判例である1978年の最高裁判決は、国家安全保障を理由にジャーナリスト（＝西山太吉）の有罪判決が確定された。彼（西山）が公開した情報は、アメリカ合衆国では機密指定を解除されていたのだが」と論評している。
『FRIDAY』が2013年12月13日号において「「西山事件で人生壊れた」〈外務省機密漏えい〉女性事務官の夫がスクープ告白」という記事を掲載。この中で、女性事務官の現在を報道した。それによると、（取材当時）離婚後に再婚し現在は83歳。77歳の再婚相手によると3年前に脳梗塞で倒れ、時どき意識が混濁することがあるとのことである。
2023年2月24日、当事者であった西山太吉が心不全のため、北九州市の介護施設で死去した。91歳没。

## 時系列

### 佐藤＝ニクソン共同声明から最高裁判決まで
- 1969年11月21日 - 佐藤＝ニクソン共同声明で「核抜き、本土並み」の沖縄返還を約束
- 1971年5月18日頃 - 西山が「従前それほど親交のあつたわけでもなく、また愛情を寄せていたものでもない前記Aをはじめて誘つて酒食を共にしたうえ、かなり強引に同女と肉体関係をも」つ（最高裁判決原文より。「A」の部分は実際は実名）[35]。
- 1971年5月22日以後 - 「再び肉体関係をもつた直後に、前記のように秘密文書の持出しを依頼して懇願し、同女の一応の承諾を得、さらに、電話でその決断を促し、その後も同女との関係を継続して、同女が被告人との右関係のため、その依頼を拒み難い心理状態になつたのに乗じ、以後十数回にわたり秘密文書の持出しをさせていた」（最高裁判決原文より）[35]
- 1971年6月11日 - 西山が疑惑をにおわせる署名入り記事（ただし、核心は紙面化せず）
- 1971年6月 - 福田赳夫外務大臣が「裏取引は全然ありません」と国会で答弁。
- 1971年6月17日 - 日米間で沖縄返還協定調印。
- 1971年6月28日 - 西山が渡米。「沖縄返還協定が締結され、もはや取材の必要がなくなり、同月二八日被告人が渡米して八月上旬帰国した後は、同女に対する態度を急変して他人行儀となり、同女との関係も立消えとな」る（最高裁判決原文より）[35]
- 1971年11月17日 - 衆議院沖縄返還協定特別委員会で強行採決。
- 1972年3月27日 - 衆議院予算委員会で社会党議員の横路孝弘と楢崎弥之助が政府説明と正反対の内容の外務省極秘電文を公開。密約の存在を追及。
- 1972年3月30日 - 外務省の内部調査で、女性事務官が「私は騙された」と泣き崩れて西山に機密電信を手渡したことを自白。
- 1972年4月4日 - 国家公務員法111条（秘密漏洩をそそのかす罪）違反で西山が女性事務官とともに逮捕される。
- 1972年4月5日 - 毎日新聞は朝刊紙上で取材活動の正当性を主張。他紙も同調。
- 1972年4月15日 - 東京地方検察庁検察官佐藤道夫が起訴状に「ひそかに情を通じ…」と記載。同日夕、毎日新聞夕刊が「本社見解とおわび」を掲載。
- 1972年5月15日 - 26年ぶりに沖縄復帰。
- 1972年6月 - 佐藤栄作首相が退陣会見で内閣記者団と衝突。「テレビ、前に出て下さい。新聞記者とは話したくない」発言が出る。7月総辞職。
- 1974年1月30日 - 一審判決。女性元事務官に懲役6月・執行猶予1年、西山には無罪判決。毎日新聞退職。
- 1974年12月 - 佐藤栄作がノーベル平和賞を受賞
- 1976年7月20日 - 二審判決。西山に懲役4月・執行猶予1年の有罪判決。西山側が上告。
- 1978年5月30日 - 最高裁判所が上告棄却。西山の有罪が確定。

### 米国の公文書公開以降
- 2000年5月 - 我部政明・琉球大学教授と朝日新聞が、アメリカ国立公文書記録管理局で、25年間の秘密指定が解かれたアメリカ公文書類の中に、密約を裏付ける文書を発見。西山がスクープした400万ドル以外に日本が1億8700万ドルをアメリカ合衆国に提供する密約が記されていた[29]。
- 2002年 - 「日本国政府が、400万ドルという数字と日米間の密約が公にならないように神経をとがらせていて、メディアの追及に対して米国側に同一歩調をとるように要求してきている」と記載された、1976年6月のアメリカ国家安全保障会議文書が公開。6月、川口順子外務大臣が「事実関係として密約はない」（記者会見）「かつて〔2000年〕河野洋平外務大臣が吉野（文六）元アメリカ局長に密約の有無を確認したところ、吉野氏は、密約は無いと回答したと聞いている」（国会答弁）、福田康夫官房長官が「密約は一切ない」（記者会見）
- 2005年4月 - 西山が「国家による情報隠蔽・操作が容易にできることを裁判を通じて国民の前に明らかにする」として国家賠償請求を東京地方裁判所に提訴。
- 2006年2月8日 - 北海道新聞の取材に対して、吉野が日本側当事者として密約の存在を初めて認めた。一方、安倍晋三官房長官は「まったくそうした密約はなかった」と同月、記者会見で主張。
- 2007年3月27日 - 東京地方裁判所で加藤謙一裁判長は「損害賠償請求の20年の除斥期間を過ぎ、請求の権利がない」として西山の訴えを棄却、密約の存在には全く触れなかった。原告は控訴。
- 2007年5月 - 沖縄タイムスが、米公文書から日本国政府が米国に支払った400万ドルのうち300万ドル以上が権利者に支払われず、アメリカ陸軍経費に流用されていた事実を発見。
- 2007年12月 - 高村正彦外務大臣が「歴代外務大臣が答弁しているように密約はございません」と国会で答弁。
- 2008年2月20日 - 二審東京高等裁判所の大坪丘裁判長は「20年の除斥期間で請求権は消滅」として原告敗訴とした。密約の有無についての言及はなし。
- 2008年9月2日 - 最高裁判所第三小法廷（藤田宙靖裁判長）は、原告の上告を棄却し、一審・二審の判決が確定。7日、作家や研究者、ジャーナリストら63人が連名で行政機関の保有する情報の公開に関する法律に基づき、沖縄返還をめぐり日米両政府間で交わされた密約文書3通（米公文書では開示されている）の開示を、外務省と財務省に請求。外務・財務両省は10月2日、対象文書の「不存在」を理由に不開示を決定。

### 2009年の政権交代と密約についての調査
- 2009年3月14日 - 岡田克也・民主党副代表、「やりたいのは情報公開。政権交代が成ったら隠している物を全部出す、日本国政府がどれだけ嘘を言ってきたか解る」と発言[36]。
- 2009年3月18日 - 西山ら25人が、国に不開示処分取り消しと文書開示、慰謝料を請求する「沖縄密約情報公開訴訟」（以下「密約訴訟」）を提起。8月、吉野を12月に証人として呼び、尋問することが決定[37]。
- 2009年7月11日 - 2001年4月1日の行政機関の保有する情報の公開に関する法律施行に先立ち、2000年に中央省庁各所で書類処分が行なわれたが、量は外務省が頭抜けて多く、しかも、廃棄された書類のなかには密約関係のものも含まれていた疑いがあることを『朝日新聞』がスクープ[38][39][注釈 9]。
- 2009年8月30日 - 第45回衆議院議員総選挙。自民党が下野、民主党中心の民社国連立政権となる。
- 2009年9月17日 - 鳩山由紀夫内閣で外務大臣に就任した岡田克也、非核三原則の裏で結ばれた日米核持ち込み密約問題 と、朝鮮半島有事における作戦行動に関する密約に加えて、沖縄返還協定の密約も調査公表するよう外務省・藪中三十二事務次官に指示。期限は11月末まで[41][42]。20日、『サンデープロジェクト』内で、外部の有識者による調査（関係者からの聞き取り、アメリカでの調査）を10月下旬から開始、また外交文書の公開についても、外務省内のみで決めていたのを見直し、きちんと定めたい旨言明。
- 2009年11月28日 - 岡田、「日米密約調査に関する有識者委員会」設置を決定。座長は北岡伸一・東京大学教授。
- 2009年12月1日 - 密約訴訟に原告側証人として出廷した吉野が、これまでの発言を撤回。「過去の歴史を歪曲するのは、国民のためにならない」と証言し、密約が存在する事実[43]、密約文書に「BY」（＝Bunroku Yoshino）、交渉相手だったアメリカのリチャード・スナイダー公使が「RS」（＝Richard Snyder）と署名した事を認める[44][45]。
- 2009年12月22日 - 佐藤榮作元内閣総理大臣私邸から、佐藤＝ニクソン共同声明における、核密約と繊維問題に係る覚書文書（秘密合意議事録）が発見され、佐藤家が保管していることが判明した[46]。若泉敬によれば、ウエストウイング・オーバルオフィス隣接の小部屋（「書斎」と思われる）で、佐藤とニクソンの二人きりで署名したものが、佐藤によって持ち去られたに違いないという。
- 2010年2月16日 - 密約訴訟、結審。判決は4月9日に言い渡し予定[47]。岡田外相、密約調査結果の公表について「3月中には」と衆議院予算委員会で答弁。平岡秀夫の質問に対し[48]。
- 2010年2月27日 - 西山、訴訟支援集会で「最大の密約は6500万ドルの米軍施設改良工事費だ」「1ドル分も返還協定書に記載されていない。外務省の予算項目を変えて潜り込ませて、国会の審議ではフリーパスだった」と発言。我部も「日米の共犯で米軍基地が残った。密約がその共犯関係を押し隠している」[49]。
- 2010年3月9日 - 「密約」問題に関する有識者委員会、原状回復費の肩代わりほか4つの密約について岡田外相に報告書提出。原状回復費の肩代わりの合意及び出費について、文書化はされていないものの、日本側からの3億2000万ドルのうち、400万ドルについて原状回復費に手当てするなどについて日本側の認識があったとして「広義の密約」にあたるとした。
- 2010年4月9日 - 密約訴訟判決。東京地裁（杉原則彦裁判長）は「国民の知る権利を蔑ろにする外務省の対応は、不誠実と言わざるを得ない」[50] として外務省の非開示処分を取り消し、文書開示（本当に存在しないなら“いつ” “誰の指示で” “どの様に”処分されたのかも）と、原告一人当たり10万円の損害賠償を国に命令[51]。
  - 西山は文京区民センターでの講演『知る権利は守られたか』でこの判決を「歴史に残る判決」と評価し、「われわれが裁判を起こして今回の判決を導き出していなければ、外務省の外部有識者委員会による報告書が密約問題に関する唯一の解明文書となり、国民の知る権利は封殺されていただろう」と述べた[52]。行政訴訟では一審で勝訴したものの、事件には関係ないため自身の有罪判決は変わらないが、再審請求は「全く考えていません」と述べた。
- 2010年4月22日 - 外務省、密約訴訟の開示命令判決に対し控訴。「保有していない文書についての開示決定を行うことはできない」[53]。
- 2010年5月 - 外務省、2009年9月の外務大臣発言に基づき、公文書公開に関する規則を決定。作成後30年経過したものは開示する旨定める。
- 2010年12月7日 - 外務省、沖縄返還や60年安保関連の外交文書を、12月22日に公開することを決定[54]。公開された文書により『アメリカ合衆国連邦政府が負担すべき米軍基地の施設改良費6500万ドルの肩代わり密約』が存在していたことが判明[55]。
- 2011年1月30日 - 沖縄密約情報開示訴訟原告団、「市民による沖縄密約調査チーム」を結成。日本側に残っている文書とアメリカ国立公文書記録管理局保管の文書を突き合わせて、欠落・廃棄部分は何か究明を目指す。
- 2011年2月18日 - 西山と事務官が逮捕された直後の1972年4月5日、駐米大使・牛場信彦が外務大臣・福田赳夫に宛てた公電で、アメリカ側の反応を報告していた事が判明。国務次官ウラル・アレクシス・ジョンソンに電話を入れ“事件でアメリカ側が気分を害したとすればまことに遺憾、再発防止に努める”と謝罪、ジョンソンからは謝罪を了とし「極めて手際良く処理された」と評価されたという[56]。
- 2011年5月17日 - 密約情報開示訴訟控訴審結審、9月29日判決。「政府が文書はあったが廃棄済みで存在しないと言っているからそれを信じるしかない」との趣旨で原告逆転敗訴。原告側は上告。外務省に対し公開質問状を提出、回答を要求[57]。

### 自民党政権復帰後
- 2012年12月16日 - 第46回衆議院議員総選挙が実施され、自民党が第一党奪還。
- 同年12月26日 - 第2次安倍内閣が発足。
- 2013年12月13日 - 日本国政府が特定機密指定した事項について最長60年の開示保護を行い、内容を探知し公表した者を処罰する「特定秘密の保護に関する法律」（特定秘密保護法）が制定される。
- 2014年7月14日、密約情報開示訴訟上告審判決で、最高裁第二小法廷は上告を棄却し、密約文書を不開示とした日本国政府の決定を妥当だとする判断を下した。9月1日、渡邉恒雄・読売新聞グループ本社会長兼主筆は「秘密保全のための法制の在り方に関する有識者会議」で『甘言を弄して女性に国家機密を盗ませたのは事実である。言論の自由ということとはいささか違うという気がする』と西山太吉を事実上批判した[58]。
- 2023年2月24日、西山太吉が心不全のため亡くなる（満91歳没）。

## 開示請求された3文書
2010年4月9日の密約訴訟で、原告が選定の上開示を請求した文書は下に掲げる3つである。
- 「秘密合意覚書」

通称「柏木・ジューリック文書」。1969年12月2日付、柏木雄介財務官とアンソニー・J・ジューリック財務省特別補佐官との間で作成された、日本の対米支払い総額に関する文書。ページごとに両人のイニシャルが入っている。この文書は次の5項目から成る。
1. 民政用・共同使用資産の買取1億7500万ドル
2. 基地移転その他の費用2億ドル（物品、役務で5年間にわたり供与）
3. 通貨交換後に取得したドルを少なくとも25年間、ニューヨーク連邦準備銀行へ無利子預金[注釈 10]
4. 基地従業員の社会保障費等3000万ドル
5. その他、アメリカが所有する琉球銀行の株式、石油・油脂施設の売却益、返還後5年間のアメリカ政府の予算節約分（施設・区域の無償使用など）の合計で1億6800万ドル

1. から5. までの総額、6億8500万ドルは、アメリカの27年間にわたる対沖縄総投資額にほぼ等しい。
- 「在沖縄ボイス・オブ・アメリカ施設の海外への移転費用1600万ドルを日本側が肩代わりする秘密合意文書」

1971年6月11日付、吉野文六外務省アメリカ局長とアメリカのスナイダー駐日公使との間で作成された文書。後の「米文用地復元補償の400万ドルを日本側が肩代わりする秘密合意文書」と共に「秘密合意覚書」へ追加されたものである。
- 「米文用地復元補償の400万ドルを日本側が肩代わりする秘密合意文書」

1971年6月12日付、同じく吉野局長とスナイダー公使との間で作成された文書。原告がすでに開示を請求していた「議論の要約」は、合意までの水面下における交渉を裏づけるものである。別の秘密文書によると、実際に支払われたのは100万ドルにすぎず、残りの300万ドルの使途は厳重に秘匿するよう陸軍省の担当局から関係者に指示されたという。

## 映画・テレビ・ルポなど
- NHK
  - NHKスペシャル「戦後50年 その時日本は 第7回 沖縄返還」1995年10月7日放送
  - 追跡!AtoZ「密約問題の真相を追う 〜問われる情報公開〜」2010年4月10日放送
  - ETV特集「汚名　沖縄密約事件　ある家族の50年」2024年5月11日放送[60]
- テレビ朝日
  - ザ・スクープスペシャル「沖縄返還35年目の真実 〜政府が今もひた隠す"密約"の正体〜 - ウェイバックマシン（2009年5月18日アーカイブ分）」2006年12月10日放送
  - サンデープロジェクト「国家のウソを回避する司法〜外務省機密漏洩事件〜〈シリーズ言論は大丈夫か〉 - ウェイバックマシン（2009年5月18日アーカイブ分）」2008年8月24日放送
- 朝日ニュースター「噂の真相」
- マル激トーク・オン・ディマンド第256回「日米偽装同盟はここから始まった」ゲスト：西山太吉、2006年2月23日
- 『密約―外務省機密漏洩事件』澤地久枝（1974年、中央公論社→中公文庫→岩波現代文庫）

## 創作作品
- 密約 外務省機密漏洩事件- 1978年のテレビ朝日開局20周年記念TVドラマ[61][62]、北村和夫・吉行和子主演による映画。原作は澤地久枝による同名のルポ。1988年に劇場公開版。2010年4月10日よりリバイバル緊急上映。
- 運命の人 - 山崎豊子が西山事件を題材とした小説。2012年1月期にTBSテレビで連続ドラマ化[63]。
- 加治隆介の議 - 弘兼憲史による漫画。作中に西山事件をモデルにした出来事が登場する。
- 家政婦は見た! - 市原悦子主演による2時間サスペンスドラマシリーズ。第26作に西山事件をモデルにした出来事が登場する[64]。